# Никсон, Кевин
Кевин Кларк Никсон (англ. Kevin Clark Nixon; род. 1953) — американский ботаник. Профессор отделения биологии растений Корнеллского университета, куратор университетского гербария.
На протяжении многих лет занимается уточнением систематики семейств Буковые и Платановые, особенно интересуясь родом Дуб, по поводу которого консультировал не только ботанические, но и культурологические исследования. Вместе с Дэвидом Гримальди и Уильямом Крепетом занимался важными палеонтологическими исследованиями растительных реликтов верхнего мела, обнаруженных в 1996 году в отложениях янтаря в Нью-Джерси, - старейших достоверных образцов однодольных растений.
Автор ряда исследований по биологической систематике и, в частности, филогенетике, предложил методику так называемого храповика экономности (англ. Parsimony ratchet) для вычисления филогенетических деревьев, соответствующих принципу максимальной экономии. В своих выступлениях отстаивает целесообразность сохранения опоры на линнеевскую систематику.